# Mario Mitaj
Mario Mitaj (ur. 6 sierpnia 2003 w Atenach) – albański piłkarz, członek albańskich reprezentacji U-16, U-17, U-18 (której był kapitanem), U-21 oraz seniorskiej.